# Góra Listera
Góra Listera (ang. Mount Lister) – najwyższy szczyt Pasma Towarzystwa Królewskiego na Ziemi Wiktorii w Antarktydzie Wschodniej.

## Nazwa
Nazwa upamiętnia Josepha Listera (1827–1912), prezydenta Royal Society w latach 1895–1900 .

## Geografia
Najwyższy szczyt Pasma Towarzystwa Królewskiego Gór Transantarktycznych na Ziemi Wiktorii w Antarktydzie Wschodniej wznoszący się na wysokość 4025 m n.p.m.  . Jego wybitność wynosi 2325 m . Ze szczytu spływają lodowce: Ball Glacier , Carleton Glacier  i Emmanuel Glacier .
Na zachód od Góry Listera biegnie 6-kilometrowa ostroga – Waikato Spur, oddzielająca górne partie Emmanuel Glacier od Carleton Glacier .

## Historia
Góra Listera została odkryta w styczniu 1902 roku przez Ekspedycję Discovery (1901–1904) .
Pierwszego wejścia na szczyt dokonali wspinacze nowozelandzcy w grudniu 1962 roku. Nowozelandzki alpinista Gary Ball (1953–1993) zdobył górę z wyprawą włoską (1976–1977) . Szczyt był wielokrotnie zdobywany w latach 90. XX wieku.   